# Talang Tige
Talang Tige is een bestuurslaag in het regentschap Kepahiang van de provincie Bengkulu, Indonesië. Talang Tige telt 958 inwoners (volkstelling 2010).